# كارل إس. هوكينز
كارل إس. هوكينز (بالإنجليزية: Carl S. Hawkins)‏ هو قسيس ومحامي أمريكي، ولد في 1926، وتوفي في 2010.